# 董欣中
董欣中，浙江宁波人，美国约翰霍普金斯大学神经生物学教授，武汉大学校友。

## 经历
- 毕业于武汉大学生物系、在美国加州大学洛杉矶分校获博士学位，
- 现任约翰·霍普金斯大学教授[2]

## 家庭
- 父亲：董辅礽，经济学泰斗
- 母亲：刘蔼年，中国著名眼科医生、教授
- 妻子：齐晓静，任职于美国食品药品监督管理局，加州大学洛杉矶分校博士。
- 姐姐：董欣年，美国分子生物学、植物生理学家。杜克大学生物学系教授、美国文理科学院院士、美国科学院院士。
- 姐夫：王小凡，历任杜克大学生物系助理教授、药理系副教授、教授。